# Galanthus krasnovii
Galanthus krasnovii är en amaryllisväxtart som beskrevs av Michael Kuzmich Khokhrjakov. Galanthus krasnovii ingår i släktet snödroppar, och familjen amaryllisväxter. Inga underarter finns listade i Catalogue of Life.